# Cyber Storm
Cyber Storm var en militär datasäkerhetsövning iscensatt av USA:s departement för inrikes säkerhet 2006 med fokus på att förhindra och bekämpa nätattacker mot länder, i realtid. 